# Diaea kangarooblaszaki
Diaea kangarooblaszaki es una especie de araña cangrejo del género Diaea, familia Thomisidae. Fue descrita científicamente por Szymkowiak en 2008.

## Distribución
Esta especie se encuentra en Australia Meridional (isla Canguro).